# مفصل عجزي حرقفي
المفصل العجزي الحرقفي هو مفصل يقع بين عظمتي العجز والحرقفة الخاصتان بالحوض، حيث تتصل بواسطة أربطة قوية.يعطي العجز دعامة للعمود الفقري في الإنسان، بالمقابل تعطيه الحرقفة دعامة في كلتا الجهتين. المفصل هو مفصل مسطح زلالي، ناقل وزني قوي يحتوي على ارتفاعات وانخفاضات غير منتظمة والتي ينتج عنها تشابك في كلتا العظمتين. جسم الإنسان يحتوي على مفصلين عجزيين حرقفيين، واحدٌ من الجهة اليسرى والآخر من اليمنى ويطابق كل منهما الآخر غالباً، ولكنه متغير للغاية من شخص لآخر. 

## البُنية

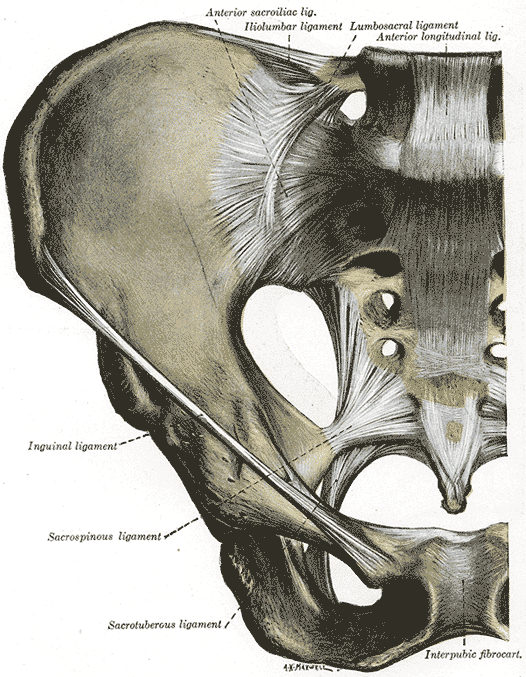
مفاصل الحوض، جهة أمامية.

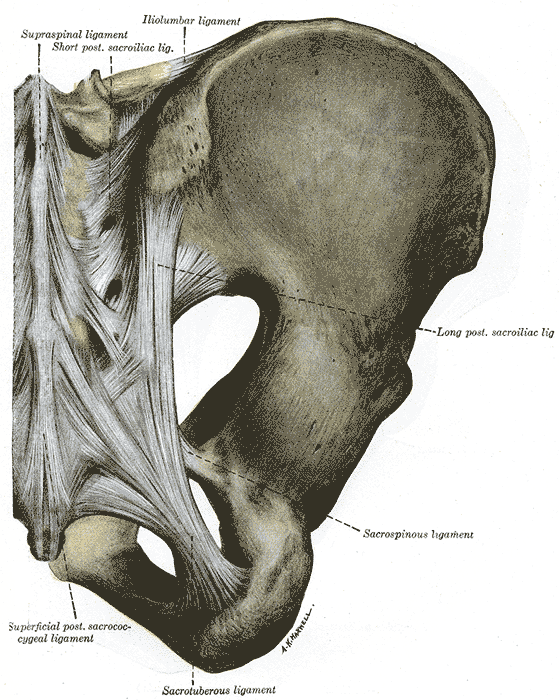
مفاصل الحوض، جهة خلفية

زوجا المفاصل العجزية الحرقفية يشبهان شكل حرف C بالإنجليزية، أو L، ولها القدرة على الحركة بمقدار ضئيل (2-18 درجة، لازال الجدل قائماً عليها لحد الآن)، وهي مُشَكلة بين الأسطح المفصلية للعجز وعظام الحرقفة. وتُغطى المفاصل بنوعين من الغضاريف، حيث يحتوي السطح العجزي على غضروف زجاجي و السطح الحرقفي على غضروف ليفي، ترتبط ثبوتية المفصل العجزي الحرقفي رئيسياً من خلال مجموعة تتكون فقط من بُنية عظمية وأربطة جوهرية وغير جوهرية قوية جداً.، القمم والمنخفضات، جنباً إلى جنب مع الأربطة القوية، تقوم بزيادة الثبات وتجعل الرضوض نادرة الحدوث لدى المفاصل العجزية الحرقفية.

### الأربطة
تتضمن أربطة المفاصل العجزية الحرقفية الآتي: 
- رباط عجزي حرقفي أمامي
- رباط عجزي حرقفي بين العظام
- رباط عجزي حرقفي خلفي
- رباط عجزي شوكي